# Buguggiate

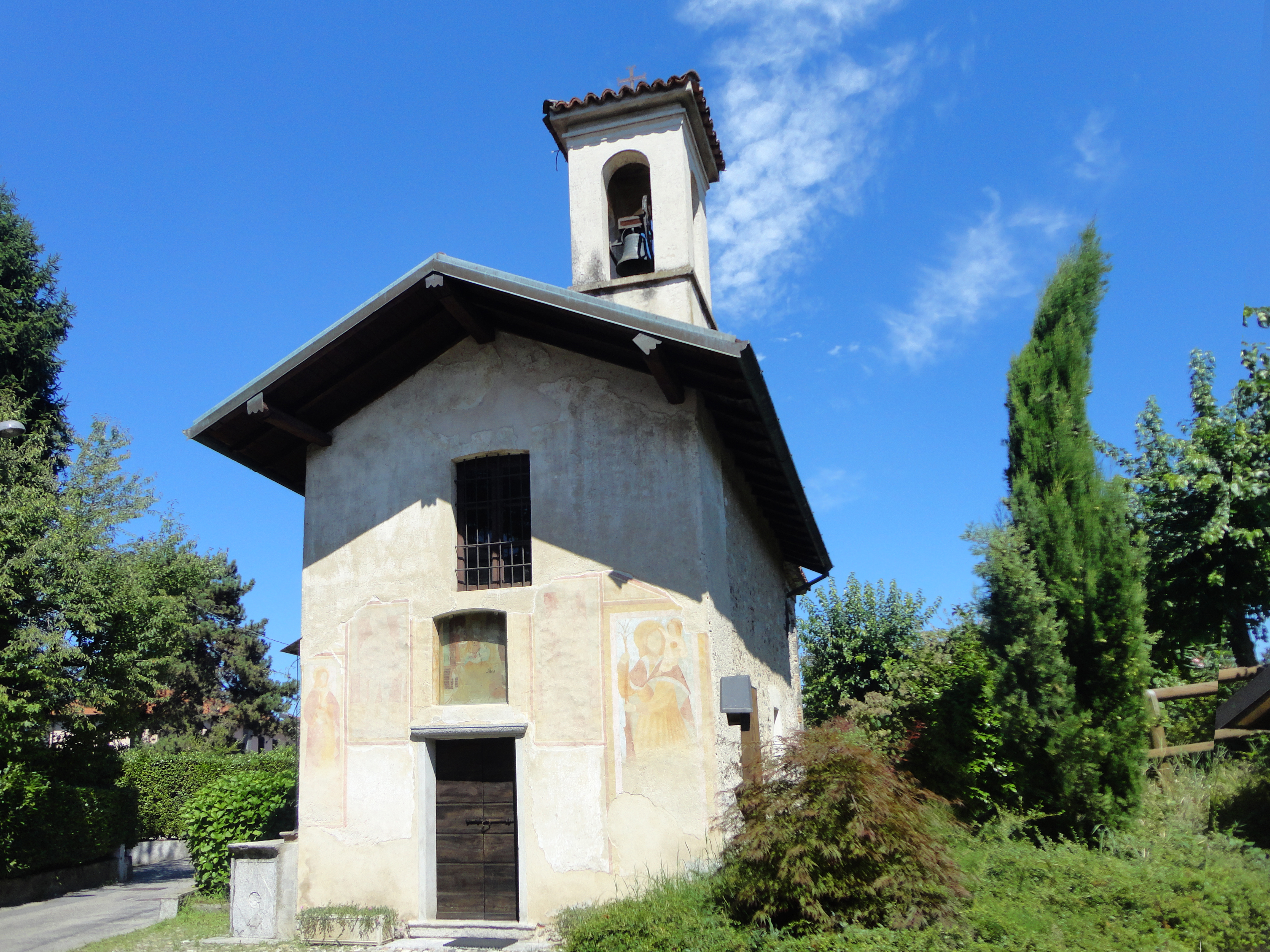
Kirche Santa Margherita

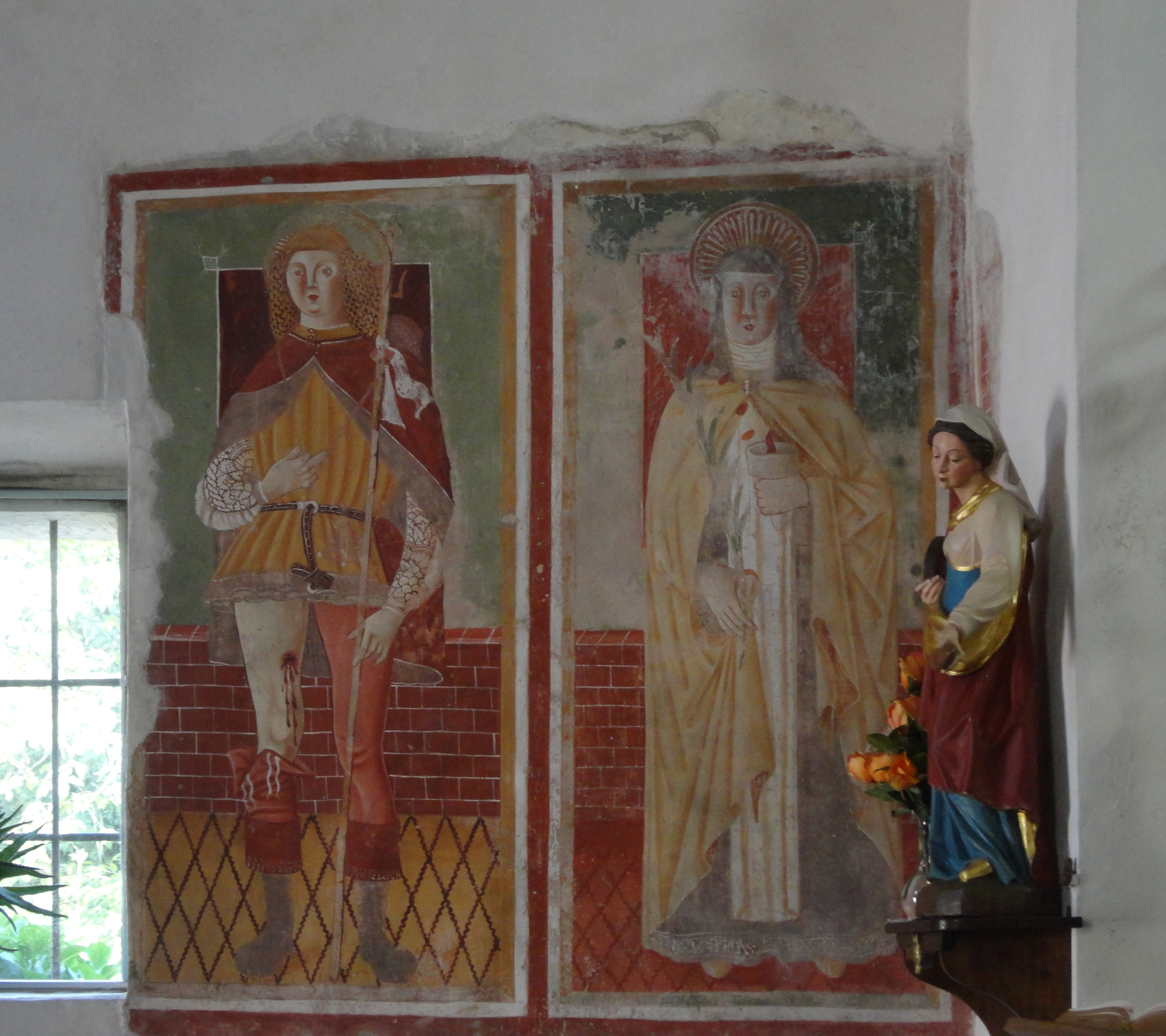
Kirche Santa Margherita Fresko im Innenraum

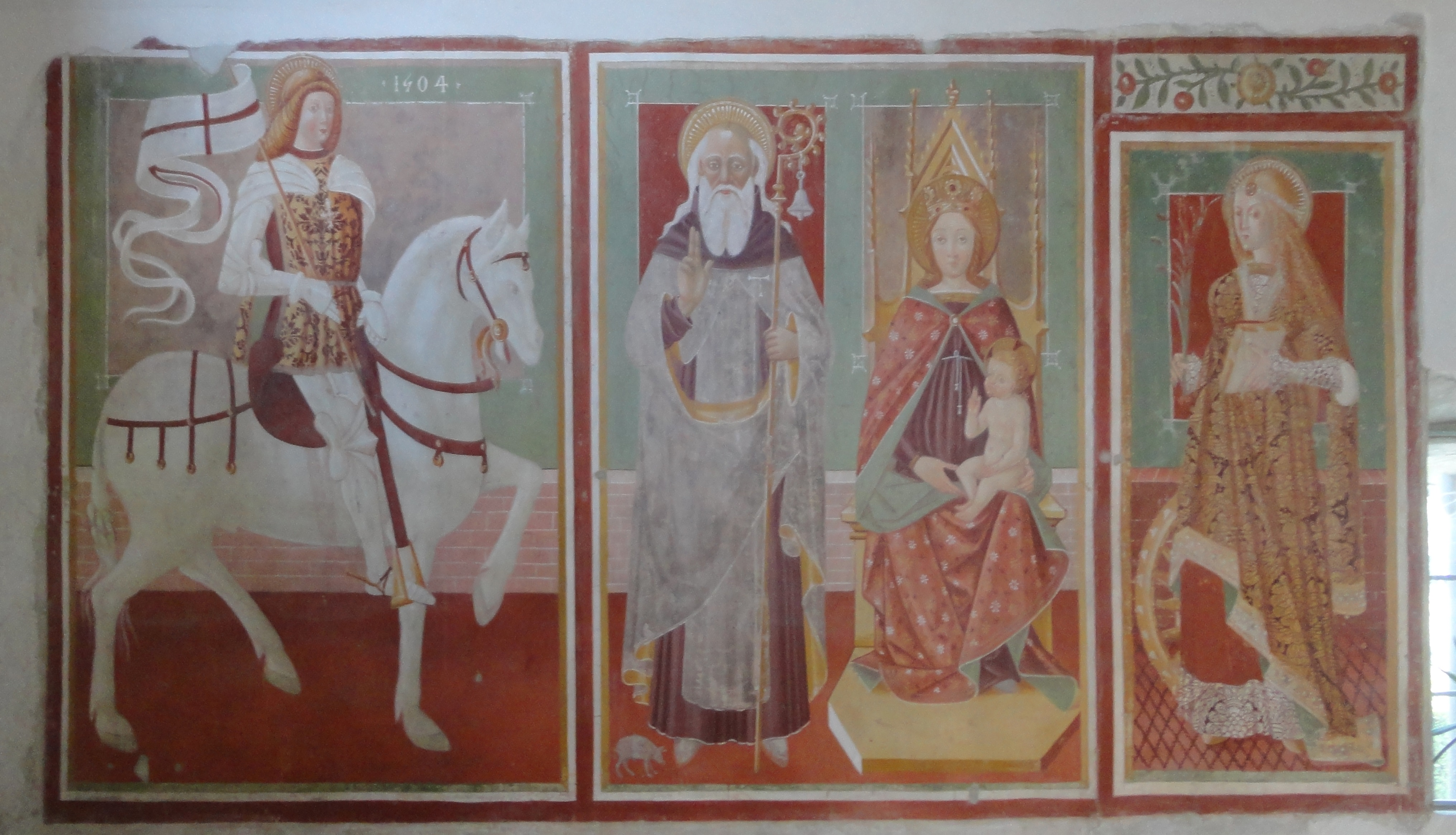
Kirche Santa Margherita Fresko im Innenraum

Buguggiate ist eine italienische Gemeinde (comune) in der Provinz Varese in der Region Lombardei.

## Geographie
Die Gemeinde liegt etwa sieben Kilometer südsüdwestlich von Varese und bedeckt eine Fläche von 2,61 km². Die nordwestliche Spitze der Gemeinde reicht an den Lago di Varese. Die Nachbargemeinden sind Azzate, Brunello, Gazzada Schianno und Varese.

## Geschichte
Der Begriff Buguggiate erscheint bereits in einem Pergament aus dem Jahr 850. In einer Urkunde aus dem Jahr 1126 wird Capolago als Ortschaft im Gebiet von Buguggiate erwähnt. Der Ort, der in den Statuten für die Straßen und Gewässer der Grafschaft Mailand als Bugizate bezeichnet wird, gehörte zur Gemeinde Varese. Sie gehörte zu den Gemeinden, die zur Instandhaltung der Rho-Straße beitrugen (1346). Am 3. Oktober 1538 ging das Gebiet in den Besitz von Egidio Bossi über.
In den Registern des Estimo (Grundbuch) des Herzogtums Mailand von 1558 und den späteren Aktualisierungen im 18. Jahrhundert war Buguggiate eine der Gemeinden, die in derselben Pieve vermessen wurden. Nach den Antworten auf 45 Fragen, die 1751 vom zweiten Rat der Volkszählung gestellt wurden, wurde die Gemeinde dem Markgrafen Benigno Bossi als Lehen übertragen, dem jedoch keine Bezüge gezahlt wurden. Der Feudalrichter, damals Nicolao De Cristoforis, residierte in Varese und erhielt jährlich 16 Lire und 10 Soldi als Honorar. Der Konsul hat keinen Eid auf eine kriminelle Bank geschworen.
Buguggiate hatte zwei kleine Gemeinden, die ihm angegliedert waren und die Aufteilung der öffentlichen Lasten festgelegt hatten.
Die Gemeinde hatte einen allgemeinen Rat, der nach dem Läuten der Glocke auf dem öffentlichen Platz stattfand. Es gab zwei Beamte: den Bürgermeister und einen Bürgerdelegierten, die alle drei Jahre gewählt wurden. Die Verwaltung und Überwachung der öffentlichen Verteilungen wurde insbesondere dem Zivildelegierten anvertraut. Der Standesbeamte der Gemeinde wohnte in Varese und verwahrte das Verteilungsbuch, da er nicht über ein Archiv oder andere Mittel zur Aufbewahrung der Schriften verfügte. Die Besoldung des Kanzlers betrug 28 Lire jährlich.

## Bevölkerung
| Bevölkerungsentwicklung | Bevölkerungsentwicklung | Bevölkerungsentwicklung | Bevölkerungsentwicklung | Bevölkerungsentwicklung | Bevölkerungsentwicklung | Bevölkerungsentwicklung | Bevölkerungsentwicklung | Bevölkerungsentwicklung | Bevölkerungsentwicklung | Bevölkerungsentwicklung | Bevölkerungsentwicklung | Bevölkerungsentwicklung | Bevölkerungsentwicklung |
| ----------------------- | ----------------------- | ----------------------- | ----------------------- | ----------------------- | ----------------------- | ----------------------- | ----------------------- | ----------------------- | ----------------------- | ----------------------- | ----------------------- | ----------------------- | ----------------------- |
| Jahr                    | 1751                    | 1805                    | 1853                    | 1871                    | 1901                    | 1921                    | 1951                    | 1961                    | 1971                    | 1991                    | 2001                    | 2011                    | 2021                    |
| Einwohner               | 366                     | 362                     | *462                    | 456                     | 568                     | 585                     | 765                     | *1013                   | 1893                    | 2907                    | 3140                    | 3115                    | 3086                    |

- 1809 Fusion mit Gazzada
- 1812 Fusion mit Bizzozero
- 1927 Fusion mit Azzate

## Verkehr
Hier beginnt beziehungsweise endet die Autostrada A8 nach Mailand.

## Tourismus
- Pro Loco Buguggiate[2]

## Veranstaltungen
- Palio dei rioni, Sardegna, Bergora, Montalbo und Centro storico, findet normalerweise im Juni statt
- Quatar pas par bügügia, ein Spaziergang um mehr über sein Gebiet kennen zu lernen.

## Sehenswürdigkeiten
- Pfarrkirche San Vittore Mauro
- Kirchlein Santa Caterina im Ortsteil Erbamolle erbaut vor 1498 bewahrt auf der Fassade den Fresko von San Cristoforo. Die Nordseite des Oratoriums ist mit einer Reihe von Fresken bedeckt, von denen die erste von links den heiligen Viktor zu Pferd darstellt, gefolgt vom heiligen Abt Antonius, einer Jungfrau mit Kind, der heiligen Katharina sowie Darstellungen des heiligen Rochus und einer Nonne. Die Jahreszahl 1504, die auf dem Rahmen des Heiligen Viktor zu Pferd steht, weist auf das Jahr der Herstellung der Fresken hin. Der gesamte Zyklus wird einem einzigen anonymen Künstler zugeschrieben. Trotz des Fehlens schriftlicher Belege wird die Urheberschaft der Fresken jedoch Galdino da Varese und seiner Schule zugeschrieben. Die Zuschreibung wird durch eine vergleichende Analyse der Fresken von Erbamolle mit anderen lokalen, von Galdino signierten Werken ermöglicht. Insbesondere der Zyklus in der Kirche San Gottardo in Cannobio und, noch deutlicher, die Fresken in der Kirche Santo Stefano auf dem Friedhof in Bizzozero. Der Auftrag für alle Fresken in der Kirche wird der Adelsfamilie zugeschrieben, die das gesamte Gebäude zunächst für den privaten Gebrauch errichten ließ
- Oratorium San Giovanni Battista.